# Камполонго II (Салерно)
Камполонго II је насеље у Италији у округу Салерно, региону Кампанија.
Према процени из 2011. у насељу је живело 185 становника. Насеље се налази на надморској висини од 0 м.